# John Mackey Award
Il John Mackey Award è assegnato annualmente al miglior tight end nel college football.
Il premio viene consegnato al tight end a livello universitario che esemplifica al meglio la sportività, i valori accademici e di comunità del tight end membro della Hall of Fame John Mackey.

## Albo d'oro
| Anno | Vincitore               | College             | Note  |
| ---- | ----------------------- | ------------------- | ----- |
| 2000 | Tim Stratton            | Purdue              |       |
| 2001 | Daniel Graham           | Colorado            |       |
| 2002 | Dallas Clark            | Iowa                |       |
| 2003 | Kellen Winslow II       | Miami (FL)          |       |
| 2004 | Heath Miller            | Virginia            |       |
| 2005 | Marcedes Lewis          | UCLA                |       |
| 2006 | Matt Spaeth             | Minnesota           |       |
| 2007 | Fred Davis              | Southern California |       |
| 2008 | Chase Coffman           | Missouri            |       |
| 2009 | Aaron Hernandez         | Florida             |       |
| 2010 | D.J. Williams           | Arkansas            |       |
| 2011 | Dwayne Allen            | Clemson             |       |
| 2012 | Tyler Eifert            | Notre Dame          |       |
| 2013 | Austin Seferian-Jenkins | Washington          |       |
| 2014 | Nick O'Leary            | Florida State       |       |
| 2015 | Hunter Henry            | Arkansas            |       |
| 2016 | Jake Butt               | Michigan            | [ 2 ] |
| 2017 | Mark Andrews            | Oklahoma            | [ 3 ] |
| 2018 | T.J. Hockenson          | Iowa                | [ 4 ] |
| 2019 | Harrison Bryant         | Florida Atlantic    | [ 5 ] |
| 2020 | Kyle Pitts              | Florida             |       |
| 2021 | Trey McBride            | Colorado State      |       |
| 2022 | Brock Bowers            | Georgia             |       |
| 2023 | Brock Bowers (2)        | Georgia             | [ 6 ] |
| 2024 | Tyler Warren            | Penn State          | [ 7 ] |